# 路障

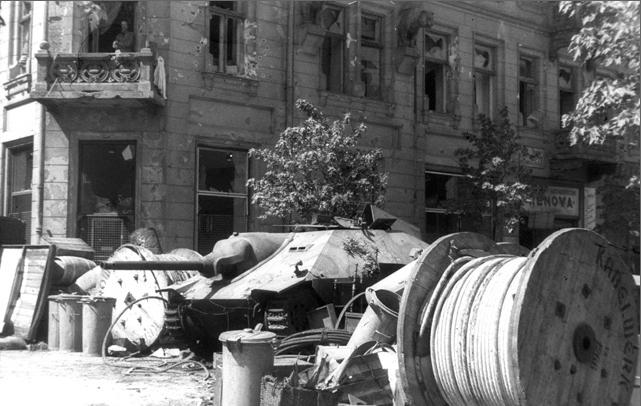
波蘭華沙起義中的路障

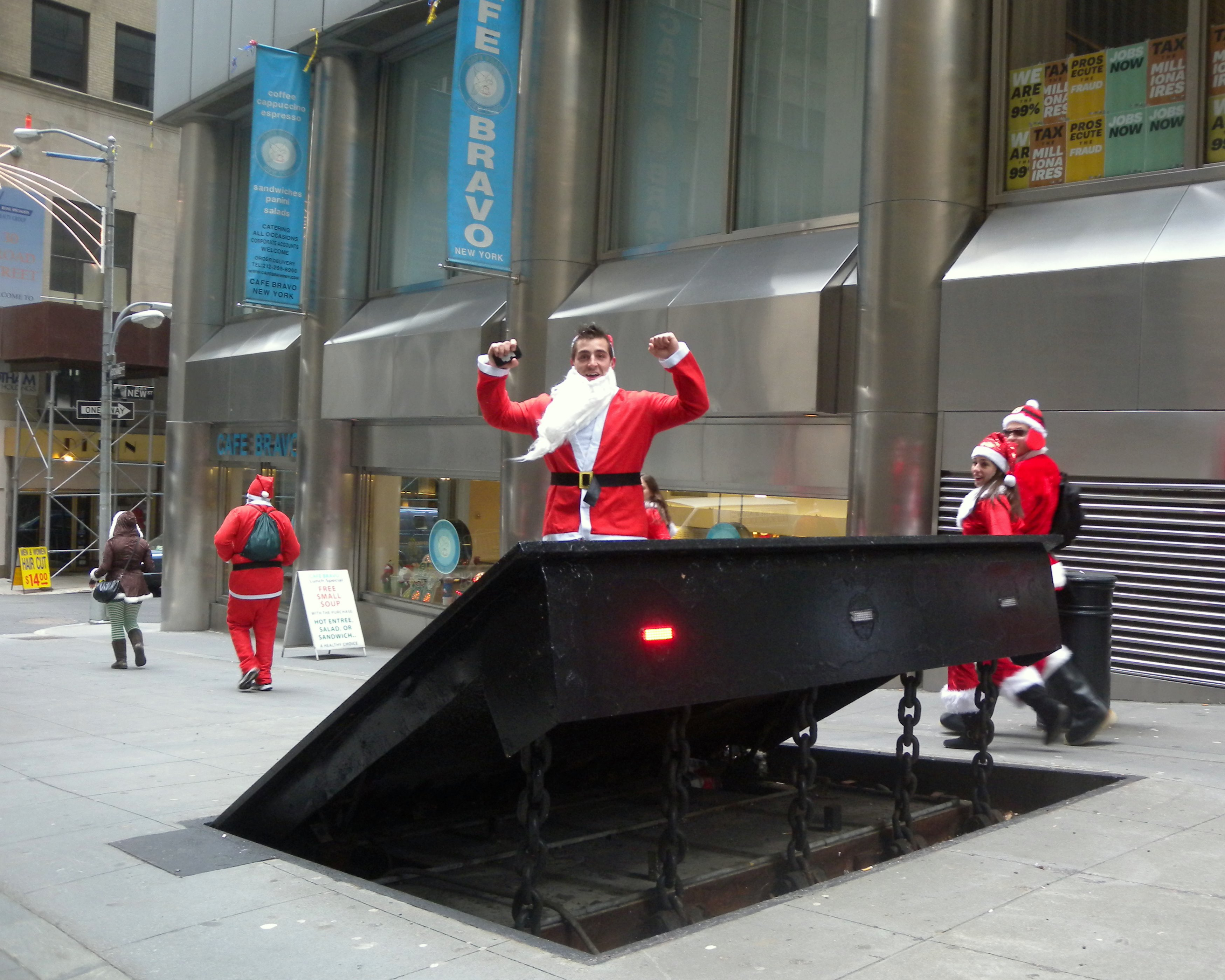
美國華爾街的油壓保安路障

路障，是阻擋道路交通的障礙物，可以指修路期間用作圍欄的屏障，在重要建築物門外防止恐怖襲擊的油壓保安路障，或大型示威中示威者臨時建設的路障，这种情况下有时称之为“街垒”。
路障的使用可能源於16世紀動盪的巴黎，在國王亨利三世的管治之下，法國民眾生活艱苦，吉斯公爵的擁護者於1588年5月12日紛紛上街，在街上築起路障，史稱「第一个街垒日」（First Day of the Barricades）。在往後的兩個世紀，路障於法國各大型社會運動有着極其重要的角色。

## 另見
- 拒馬